# Bazardżan
Bazardżan (pers. بازرجان) – wieś w północnym Iranie, w ostanie Markazi. W 2006 roku miejscowość liczyła 136 osób w 48 rodzinach.